# 송기섭
송기섭(宋起燮, 1956년~)은 대한민국의 공무원 출신 정치인으로, 제39·40·41대 충청북도 진천군수(2016~, 민선 6·7·8기)이다. 충청북도 진천군 출생이다.
제6대 행정중심복합도시건설청장(2011~2012)을 지냈다. 2016년 재보궐선거에서 충청북도 진천군수에 당선되었다. 이후 2018년과 2022년 선거에서 재선되었다.

## 학력
- 이월국민학교 졸업
- 진천중학교 졸업
- 청주고등학교 졸업
- 서울시립대학교 토목공학과 학사
- 노팅엄 대학교 대학원 환경계획과 석사
- 아주대학교 대학원 건설교통공학과 공학 박사

## 경력
- 1978.12~1978.12: 14회 기술고등고시 합격(토목직렬)
- 1979.05~1999.06: 건설부 건설기술연구원, 지역계획, 토지이용계획, 수도권계획과 근무
- 1980.07~1983.09: 해군 제2사관학교 토목공학교수(병역)
- 1999.06~2000.06: 부산국토관리청 진주국도사무소 소장
- 2000.06~2001.07: 제주지방국토관리청 청장
- 2001.07~2002.01: 서울항공청 공항시설국 국장
- 2002.01~2003.04: 대전지방국토관리청 도로시설국 국장
- 2003.04~2004.10: 서울지방국토관리청 도로시설국 국장
- 2004.10~2007.11: 국토부 도로정책과, 도로관리과, 첨단도로환경과 과장(서기관, 부이사관)
- 2007.11~2010.01: 국토부 대전지방국토관리청 청장(고위공무원)
- 2010.01~2010.09: 국토부 공공기관이전추진단 부단장(고위공무원)
- 2010.09~2011.11: 행정중심복합도시건설청 차장(차관보급)
- 2011.11~2012.09: 행정중심복합도시건설청 청장(차관급)
- 2012.09~2014.05: 건설교통과학기술진흥원 전문위원
- 2013.03~2015.12: 충북대학교 도시공학과 초빙교수
- 2015.02~2016.04: 진천중학교 총동문회 회장
- 2016.04~: 제39·40·41대 충청북도 진천군수(민선 6·7·8기)
- 2023.02~: 대한민국 시장군수구청장협의회 복지분권 분과위원회 분과위원

## 상훈
- 1993.06: 김영삼 대통령 표창
- 1998.06: 김대중 대통령 표창
- 2004.02: 노무현 대통령 근정포장
- 2012.12: 이명박 대통령 황조근정훈장

## 병역
- 해군 중위 만기제대(군병과: 교수토목)

## 역대 선거 결과
|  | 53.63% |

|  | 63.68% |

|  | 57.46% |